# زاك زينر
زاكاري زينر هو لاعب كرة قدم امريكية سابق. ولد في 13 سبتمبر 1991 لعب كرة القدم الجامعية في كرة القدم الجامعية . وقع كوكيل حر غير مصقول مع ديترويت لايونز في عام 2015. .